# FC Nerds
FC Nerds was een Belgisch televisieprogramma.
De originele versie is afkomstig uit Denemarken waar het programma FC Zulu heet. De eerste aflevering op VT4 was te zien op 2 april 2008, waar het programma elke woensdag om 20u35 uitgezonden werd. De opnames gebeurden in Onze-Lieve-Vrouw-Lombeek in de lokalen van de plaatselijke voetbalclub Blauw-Wit Lombeek.
Elke dinsdag- en donderdagavond trainde Johan Boskamp samen met z'n hulptrainers de jongens professioneel en elke zaterdag en zondag kregen ze een extra training of een oefenwedstrijd.
Drie maanden lang werden boekenwurmen en computerfreaks omgevormd tot een team van voetballers onder leiding van Johan Boskamp. Uiteindelijk leerden ze de beginselen aan van het voetbalspel en na veel vallen en opstaan namen ze het op tegen (ex)voetbalvedetten zoals onder anderen Alex Czerniatynski, Vital Borkelmans en Nico Claesen. Op 21 mei 2008 werd de match uitgezonden op VT4. De eindstand van de wedstrijd die in het Cristal Arena van KRC Genk gespeeld werd was 3-5 ten voordele van het team ex-Rode Duivels.
Johan Boskamp werd bijgestaan door zijn eigen team:
- Keepertrainer : Franky Frans
- Hulptrainer : François De Jonghe
- Materiaalbeheerder : Louis De Winter

## FC Nerds in andere landen
- Denemarken: FC Zulu
- Zweden: FC Z
- Noorwegen: Tufte IL
- Finland: FC Nörtit
- Nederland: Atletico Ananas
- Duitsland: Borussia Banana
- Australië: Nerds FC
- Spanje: Paketes FC
- IJsland: Knattspyrnufélagið Nörd
- Hongarije: Lúzer FC